# 卡斯泰尔诺德布拉萨克
卡斯泰尔诺-德布拉萨克（法語：Castelnau-de-Brassac，法語發音：[kastɛlno də bʁasak]）是法国奧克西塔尼大區塔恩省的一个旧市镇，属于卡斯特尔区。2016年1月1日，卡斯泰尔诺-德布拉萨克与临近的2个市镇合并为新市镇丰里约。

## 地理
卡斯泰尔诺-德布拉萨克（43°38'56"N, 2°30'51"E）面积72.88 平方千米，位于法国奧克西塔尼大區塔恩省，该省份为法国南部内陆省份，北起顺时针与阿韦龙省、埃罗省、奥德省、上加龙省和塔恩-加龙省接壤。
与卡斯泰尔诺-德布拉萨克接壤的市镇（或旧市镇、城区）包括：昂格莱斯。
卡斯泰尔诺-德布拉萨克的时区为UTC+01:00、UTC+02:00（夏令时）。

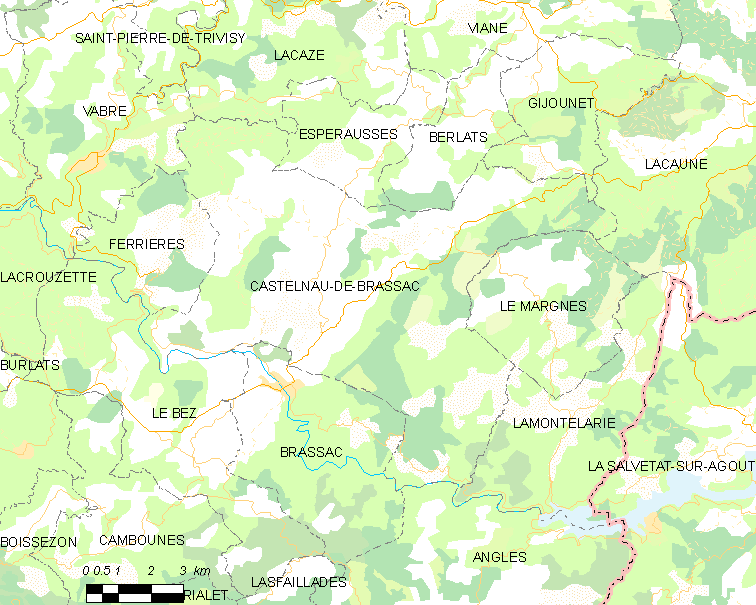
卡斯泰尔诺-德布拉萨克的OSM定位图

## 行政
卡斯泰尔诺-德布拉萨克的邮政编码为81260，INSEE市镇编码为81062。

## 政治
卡斯泰尔诺-德布拉萨克所属的省级选区为奥克高地县。

## 人口
卡斯泰尔诺-德布拉萨克于2018年1月1日时的人口数量为733人。

1962-2008年间卡斯泰尔诺-德布拉萨克人口变化图示